# Janjički Vrh
Janjički Vrh (Janjićki vrh) je naseljeno mjesto u gradu Zenici, Federacija Bosne i Hercegovine, BiH.
Nalazi se kod grebena Janjičkog vrha (812 m).

## Stanovništvo

### 1991.
Nacionalni sastav stanovništva 1991. godine, bio je sljedeći:
ukupno: 70
- Srbi - 68 (97,14%)
- Hrvati - 1 (0,43%)
- Jugoslaveni - 1 (0,43%)

### 2013.
Nacionalni sastav stanovništva 2013. godine, bio je sljedeći:
ukupno: 7
- Bošnjaci - 7 (100%)